# Ascelin (Bischof)
Ascelin († 24. Januar 1148) war Bischof von Rochester.

## Leben
Über seine Wahl gibt es keine Unterlagen, deshalb wird angenommen, dass er von Theobald, dem Erzbischof von Canterbury, im Jahre 1142 ernannt wurde. Mit seiner Ernennung gab er auch das Amt des Priors von Dover auf, das er seit 1137 bekleidete.